# Premis de Tokio Hotel
Aquí sota s'hi inclouen els premis aconseguits per Tokio Hotel:

## 2005
- 06.10.2005 - Premis Comet Awards al "Millor grup revelació" i "Supercomet"
- 24.11.2005 - Premi Eins Live Krone al "Millor grup revelació"
- 01.12.2005 - Premi Bambi al "Millor grup nacional"

## 2006
- 12.03.2006 - Premi ECHO Awards al "Millor grup revelació"
- 25.03.2006 - Premi Steiger-Award al "Millor grup revelació"
- 31.03.2006 - Premi Radio Regenbogen al "Millor grup de pop nacional"
- 22.04.2006 - Premis Pingüí d'or al "Millor single" i "Millor grup de pop/rock de 2005" per la revista austriaca Xpress
- 06.05.2006 - Premi BRAVO Otto Supershow Alemanya al "Millor grup de rock"
- 22.05.2006 - Premi Bild Osgar a la categoria "Música"
- 24.06.2006 - Premis BRAVO Otto Supershow Hongria al "Millor grup novel" i "Millor grup estranger"
- 16.09.2006 - Premi Die Goldene Stimmgabel al "Grup de pop amb més èxit"
- 15.11.2006 - Premi World Music Awards al "Grup alemany més venut"
- 07.12.2006 - Premi Eins Live Krone al "Millor directe"

## 2007
- 21.01.2007 - Premi European Border Breakers per "Schrei"
- 23.01.2007 - Premi BZ-Kulturpreis a la categoria "Rock"
- 25.03.2007 - Premi ECHO Awards al "Millor vídeo nacional"
- 28.04.2007 - Premi BRAVO Otto Supershow Alemanya al "Supergrup de rock"
- 03.05.2007 - Premis Comet Awards al "Millor grup", "Millor vídeo" (per "Der lezte tag") i "Supercomet"

## Per la venda de discos
- Or pel single "Durch den Monsun" a Alemanya
- Platí pel single "Durch den Monsun" a Alemanya
- Or pel single "Schrei" a Alemanya
- Or pel single "Rette mich" a Alemanya
- Triple Or per l'àlbum "Schrei" a Alemanya
- Platí per l'àlbum "Schrei" a Alemanya
- Triple Or pel DVD "Leb die Sekunde (behind the scenes)" a Alemanya
- Doble Platí pel DVD "Leb die Sekunde (behind the scenes)" a Alemanya
- Or pel single "Durch den Monsun" a Àustria
- Or per l'àlbum "Schrei" a Àustria
- Platí per l'àlbum "Schrei" a Àustria
- Or per l'àlbum "Schrei" a Suïssa
- Or per l'àlbum "Schrei" a la República Txeca
- Or per l'àlbum "Zimmer 483" a França
- Doble Platí per l'àlbum "Zimmer 483" a Rússia
- Platí per l'àlbum "Scream" a Rússia
- Disc d'or a Espanya pel disc de "Scream"

## Altres premis
- Van guanyar el premi Inter Act a la gala MTV EMA que es va celebrar a Múnic.